# District de Bajhang
Le district de Bajhang (en népalais : बझाङ जिल्ला) est l'un des 77 districts du Népal. Il est rattaché à la province de Sudurpashchim Pradesh. La population du district s'élevait à 194 701 habitants en 2011.
Bajhang possède un aéroport (code AITA : BJH).

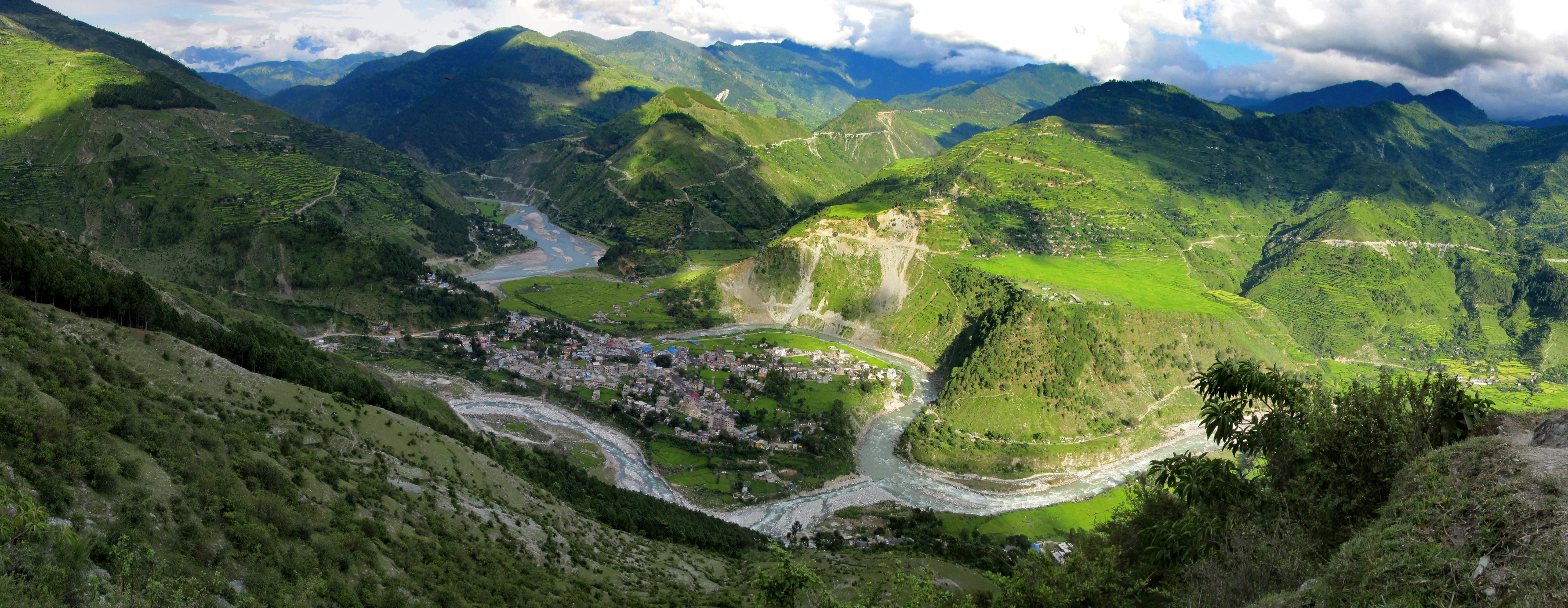
En regardant vers l'est sur le bazar de Chainpur et la rivière Seti, district de Bajhang, Népal ; photo prise à la fin de la mousson d'été

## Histoire
Il faisait partie de la zone de Seti et de la région de développement Extrême-Ouest jusqu'à la réorganisation administrative de 2015 où ces entités ont disparu.

## Subdivisions administratives
Le district de Bajhang est subdivisé en 12 unités de niveau inférieur, dont 2 municipalités et 10 gaunpalikas ou municipalités rurales.
| #  | Nom               | Nom en népalais | Type         | Population (2011) | Superficie (km2) |
| -- | ----------------- | --------------- | ------------ | ----------------- | ---------------- |
| 1  | Jaya Prithvi      | जयपृथ्वी           | municipalité | 22 191            | 166,79           |
| 2  | Bungal            | बुंगल             | municipalité | 33 224            | 447,59           |
| 3  | Talkot            | तलकोट            | gaunpalika   | 11 557            | 335,26           |
| 4  | Mashta            | मष्टा             | gaunpalika   | 14 951            | 109,24           |
| 5  | Khaptadchanna     | खप्तडछान्ना         | gaunpalika   | 15 893            | 113,52           |
| 6  | Thalara           | थलारा             | gaunpalika   | 17 952            | 105,51           |
| 7  | Vitthadchir       | वित्थडचिर          | gaunpalika   | 17 154            | 86,15            |
| 8  | Surma             | सूर्मा             | gaunpalika   | 9 022             | 270,8            |
| 9  | Chhabispathibhera | छबिसपाथिभेरा         | gaunpalika   | 16 296            | 116,34           |
| 10 | Durgathali        | दुर्गाथली           | gaunpalika   | 12 972            | 61,83            |
| 11 | Kedarsyu          | केदारस्युँ           | gaunpalika   | 21 307            | 113,91           |
| 12 | Saipal            | साइपाल            | gaunpalika   | 2 182             | 1 467,27         |